# Hòa Thạc Hòa Uyển Công chúa
Hoà Thạc Hoà Uyển Công chúa (chữ Hán: 和硕和婉公主;  1734 - 1760), là dưỡng nữ của Thanh Cao Tông Càn Long Đế.

## Cuộc đời
Hòa Thạc Hòa Uyển Công chúa sinh vào giờ Thân, ngày 24 tháng 7 (âm lịch) năm Càn Long thứ 5 (1734), là trưởng nữ của Hòa Cung Thân vương Hoằng Trú. Sinh mẫu là Đích Phúc tấn Ô Trát Khố thị (乌札库氏).
Từ nhỏ bà đã được đưa vào cung, do các Thái phi ở Thọ Khang cung nuôi dưỡng. Nhưng "Nội các đại khố chiết kiện" lại từng xưng bà là "Ninh Thọ cung phủ dưỡng chi Công chúa - 宁寿宫抚养之公主". Lúc bấy giờ trong cung chỉ có Tam Công chúa (tức Cố Luân Hòa Kính Công chúa) lớn tuổi hơn bà, nên bà thường được xưng Tứ Công chúa. 
Năm Càn Long thứ 15 (1750), tháng 2, bà hạ giá lấy Đức Lặc Khắc (德勒克), con trai Ba Lâm Quận vương Lân Thấm (璘沁) thuộc Bát Nhĩ Tề Cát Đặc thị của Khoa Nhĩ Thấm. Ngày 17 tháng 11 cùng năm tiến hành Sơ định lễ, rượu mừng từ Hoàng đế 70 bình, từ Hoàng thái hậu 20 bình là tổng 90 bình. Ngày 16 tháng 12 cử hành hôn lễ, số rượu mừng tương tự. Vật bồi giá của bà bao gồm triều mạo, trâm, đồ trang sức các loại đều chiếu theo lệ của Hòa Thạc Công chúa. Không lâu sau bà được phong là Hoà Thạc Hoà Uyển Công chúa (和硕和婉公主). Trong "Càn Long thập ngũ niên ký sự lục" có ghi chép:
| “ | 寿康宫抚养四公主指与巴林王林亲之子德勒克，据钦天监择得本年十一月十七日巳时行初定礼，吉。十二月十六日寅时行成婚礼，吉。再应陪嫁公主朝帽簪环首饰等项照和硕公主之例办理。 . Thọ Khang Cung phủ dưỡng Tứ Công chúa chỉ dữ Ba Lâm vương Lâm Thân chi tử Đức Lặc Khắc, cư Khâm Thiên Giám trạch đắc bản niên thập nhất nguyệt thập thất nhật tị thì hành sơ định lễ, cát. Thập nhị nguyệt thập lục nhật dần thì hành thành hôn lễ, cát. Tái ứng bồi giá Công chúa triều mạo trâm hoàn thủ sức đẳng hạng chiếu Hòa Thạc Công chúa chi lệ bạn lý. | ” |

Năm thứ 30 (1760), ngày 2 tháng 5, Công chúa qua đời, hưởng dương 26 tuổi.

## Gia đình

### Ngạch phò
Đức Lặc Khắc (德勒克, ? - 1794), Bác Nhĩ Tế Cát Đặc thị, trưởng tử của Quận vương Lân Thấm. 
Năm Càn Long thứ 15 (1750), cưới Công chúa. 
Năm thứ 21 (1756), tập phong Ba Lâm Phụ quốc công (巴林辅国公), được phép hành tẩu trong Nội đình.
Năm thứ 48 (1783), tấn Bối tử (贝子), đảm nhiệm Lý Phiên viện ngạch ngoại Thị lang (理藩院额外侍郎).
Năm thứ 59 (1794), ông qua đời, không rõ thọ bao nhiêu tuổi.